# سيمون ألكساندرسون
سيمون ألكساندرسون (بالسويدية: Simon Alexandersson)‏ هو لاعب كرة قدم سويدي في مركز الهجوم، ولد في 23 نوفمبر 1992 في السويد. لعب مع نادي براغي.

## وصلات خارجية
- سيمون ألكساندرسون على موقع اتحاد السويد (السويدية)
- سيمون ألكساندرسون على موقع قاعدة بيانات كرة القدم.إي يو (الإنجليزية)
- سيمون ألكساندرسون على موقع Soccerway.com (الإنجليزية)